# Oustym Karmaliouk

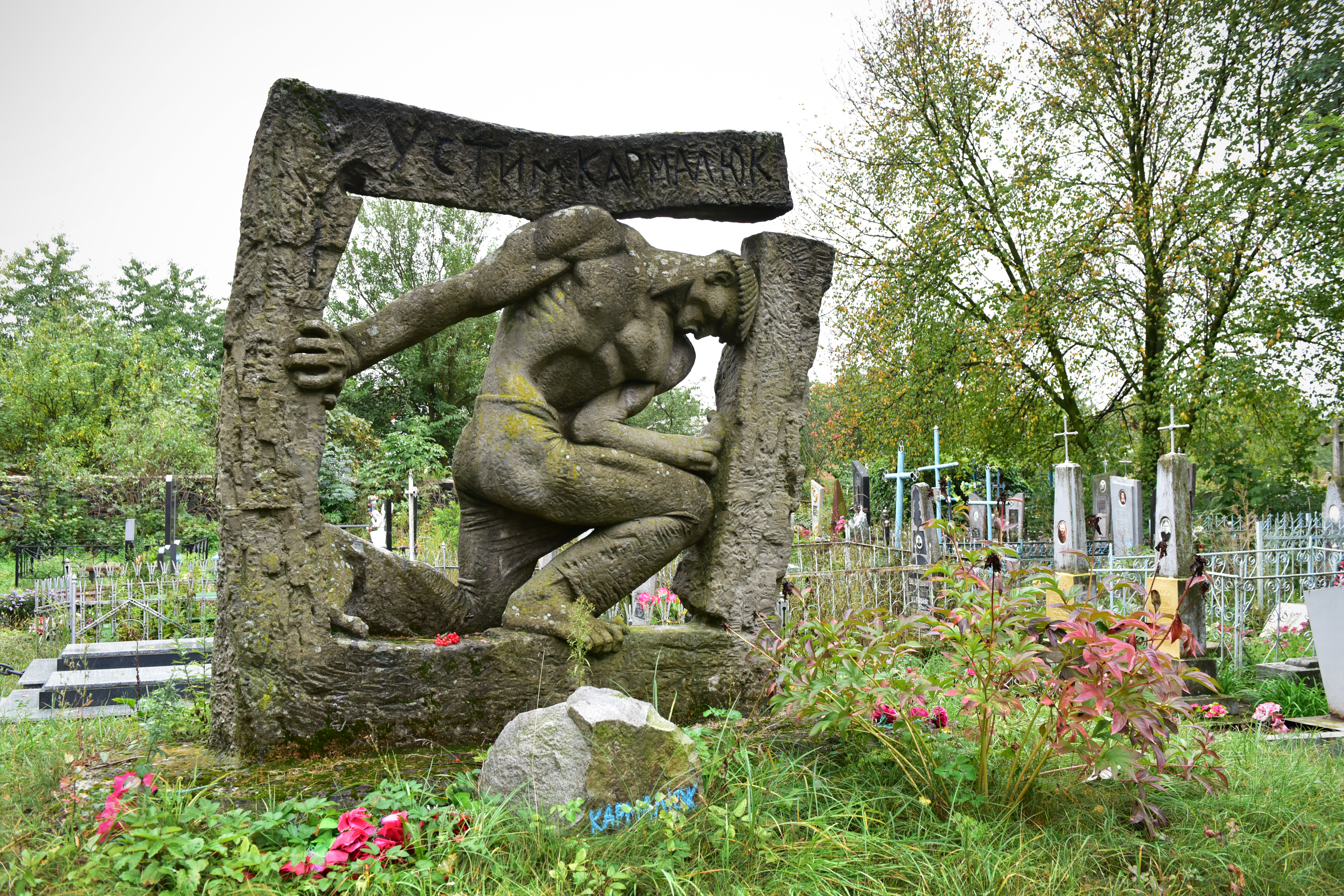
Tombe de Oustym Karmaliouk à Letytchiv.

Oustym Yakymovitch Karmаliouk (en ukrainien : Устим Якимович Кармалюк), né le 10 mars 1787 et mort le 22 octobre 1835 près de Lityn dans la région de Podolie, était un hors-la-loi qui devint un héros populaire. Il est souvent désigné comme le "Robin des Bois ukrainien".

## Biographie
Oustym Karmaliouk est né serf dans le village de Holovchyntsi, près de Lityn dans la région de Podolie. On sait peu de choses sur les premières années de sa vie sauf qu'il était alphabétisé et parlait couramment le russe, le polonais et le yiddish en plus de sa langue natale ukrainienne, ainsi qu'il est attesté par les documents de la police de son temps. 
À l’âge de 17 ans, il fut requis pour travailler comme domestique dans le manoir de son propriétaire, mais il était notoirement insolent. À la suite de quoi, son seigneur décida de l’envoyer dans l’armée russe pour l'éloigner des autres esclaves qu’il incitait à la révolte.
Il reçut, sous la contrainte, une formation dans l'Armée impériale russe et servit au cours des guerres napoléoniennes en 1812 dans un régiment de Uhlans Impériaux et Royaux. Il finit par déserter, revint dans sa région et organisa des bandes rebelles qui attaquaient les marchands et les propriétaires fonciers, tout en distribuant une part du butin aux pauvres.
Il fut capturé en 1814 et condamné à Kamianets-Podilskyï à recevoir 500 coups de "spitzruten" (baguette de fusil), une punition militaire typique. Il fut aussi condamné à servir pendant 25 ans dans un régiment en Crimée, mais parvint de nouveau à s’enfuir pour revenir dans le nord de la Podolie, où il organisa de nouvelles bandes rebelles. Il reçut un large soutien chez les serfs, les Juifs et aussi les Polonais. Les rébellions s’intensifièrent au cours des années et s'étendirent non seulement à d'autres parties de la Podolie, mais aussi dans les provinces adjacentes de Volhynie, de la Kyïvchtchyna et de Bessarabie. Au début des années 1830 les combattants de Karmaliouk étaient au nombre d’environ 20.000 hommes. Elle avait réalisé plus de 1.000 raids sur les terres des propriétaires fonciers polonais et russes au cours des 20 années précédentes.
La réponse du Tsar consista à faire stationner des unités militaires dans les régions les plus durement touchées. Karmaliouk fut capturé à quatre reprises et condamné à la déportation en Sibérie. Chaque fois, il parvenait à s’enfuir et revenait dans sa région natale.
Le 22 octobre 1835, une troupe tsariste encercla le groupe de Karmaliouk qui était hébergé dans la maison d'un paysan Ukrainien située dans le hameau de Chlyakhovi-Korytchyntsi près de Derajnia. Là, au cours du combat qui suivit, Karmaliouk fut tué d’un coup de feu. Il avait 48 ans. Son corps fut ramené à Letytchiv où il fut enterré. Aujourd’hui une statue l'honore à cet endroit.
Taras Chevtchenko l'a qualifié de "chevalier glorieux" et Maxime Gorki a dit "Son nom sera à jamais loué par la gloire" et l'a surnommé le "Robin des bois ukrainien". 

## Sources
1. ↑  Biographie de Oustym Karmaliouk dans Perspective ukrainienne
2. ↑  Les rebelles juifs d'Oustim Karmaliouk
3. ↑  Encyclopédie ukrainienne
4. ↑  Encyclopédie soviétique ukrainienne